# Beate Kampmann
Beate Kampmann ist eine deutsche Medizinerin und Hochschullehrerin. Seit Januar 2023 leitet sie das Institut für Internationale Gesundheit an der Charité in Berlin und gemeinsam mit Christian Drosten das Charité Centrum Global Health.

## Werdegang
Beate Kampmann wuchs in der Nähe von Köln auf. Später absolvierte sie ihr Medizinstudium an der Universität zu Köln, wo sie 1990 mit einer Arbeit zur Therapie des HIV-assoziierten Kaposi-Sarkoms mit alpha-Interferon promovierte. In den frühen 1990er-Jahren spezialisierte sie sich in London auf Kinder- und Infektionsmedizin und erwarb ihre Qualifikation als Fachärztin für Pädiatrische Infektiologie am Royal College of Physicians. Dort wurde sie 2007 zum Fellow ernannt. Ihre wissenschaftliche Laufbahn führte sie in verschiedene Länder wie die USA, Frankreich und Südafrika, während sie am Imperial College London ihre eigene Forschungsgruppe aufbaute. Ihre ursprüngliche Forschung wurde durch ein Wellcome Trust Training Fellowship in Clinical Tropical Medicine und später Wellcome Trust Career Development Fellowship gefördert. Mit einer Arbeit über die kindliche Immunantwort auf den Tuberkulose-Erreger schloss sie im Jahre 2000 ihren PhD ab.
Kampmann wurde Mitte 2010 wissenschaftliche Direktorin der vakzinologischen Forschung an einer Einheit des Medical Research Council (MRC Unit Gambia). In dieser Funktion leitete sie ein umfassendes Forschungsprogramm zu Infektionen und Immunität bei Kindern sowohl in England als auch in Afrika. Ihre Leistungen in der Forschungsbetreuung wurden 2015 mit der President’s Medal am Imperial College London gewürdigt.
2018 wechselte Kampmann vom Imperial College zur London School of Hygiene and Tropical Medicine (LSHTM), wo sie den Lehrstuhl für Pädiatrische Infektion und Immunität übernahm und zur Direktorin des Zentrums für Impfstoffforschung ernannt wurde. Parallel war sie weiterhin als klinische Kindermedizinerin am Imperial College tätig.
Nachdem sie länger als 30 Jahre in Großbritannien und Afrika gearbeitet hatte, kehrt Kampmann Anfang 2023 nach Deutschland zurück. Zum 1. Januar 2023 trat sie eine Einstein-Professur für Global Health an der Charité in Berlin an und übernahm gleichzeitig die Leitung des Instituts für Internationale Gesundheit, dem früheren Tropeninstitut. Gemeinsam mit Christian Drosten, Direktor des Instituts für Virologie der Charité, übernahm sie außerdem die wissenschaftliche Leitung des neu geschaffenen und zum 1. Januar 2023 etablierten Charité Centrum Global Health. Auch nach ihrem Wechsel an die Charité will Kampmann weiterhin der LSHTM anteilig verbunden bleiben und Forschungsprojekte in Afrika und Großbritannien weiterführen. Außerdem soll sie eine Partnerschaft zwischen der Charité und der LSHTM auf den Weg bringen.

## Forschung
Kampmanns Forschung konzentriert sich vor allem auf Tuberkulose bei Kindern, HIV-Koinfektion und Vakzinologie. Sie hat auf diesen Gebieten bereits zahlreiche Projekte geleitet. Zusammen mit ihrem Team hat sie Labor- und klinische Studien durchgeführt, um ein besseres Verständnis für altersabhängige Immunreaktionen auf Infektionen und Impfungen zu erlangen. In England und Westafrika führte sie eine Reihe von Studien durch, die sich mit der Problematik der Immunisierung von Müttern beschäftigen. Sie ist die Leiterin von IMPRINT (IMmunising PRegnant women and INfants neTwork), einem Netzwerk für Impfschutz von schwangeren Frauen und Säuglingen, das vom MRC finanziert wird.

## Veröffentlichungen
Veröffentlichungen von und über Beate Kampmann auf dem Dokumentenserver Researchgate

## Auszeichnungen
- Fellow der Academy of Medical Sciences[7]
- Fellow des West African College of Physicians